# Genista aristata
Genista aristata är en ärtväxtart som beskrevs av Karel Presl. Genista aristata ingår i släktet ginster, och familjen ärtväxter. Inga underarter finns listade i Catalogue of Life.